# Pětka je pro Barta málo
Pětka je pro Barta málo (v anglickém originále Bart Gets a 'Z') je 2. díl 21. řady (celkem 443.) amerického animovaného seriálu Simpsonovi. Scénář napsal Matt Selman a díl režíroval Mark Kirkland. V USA měl premiéru dne  na stanici Fox Broadcasting Company a v Česku byl poprvé vysílán 9. září 2010 na stanici Prima Cool.

## Děj
Pozitivní přístup Edny Krabappelové k výuce na Springfieldské základní škole se zhroutí, když vidí, že pozornost jejích žáků je od výuky odváděna mobilními telefony, a tak jim přístroje sebere a uloží je do šuplíku s žábami na biologii. To Barta a ostatní děti rozzlobí a Edně se nedaří stimulovat jejich učení jinými metodami. Žáci se rozhodnou, že Edna potřebuje jednou za čas „vychladnout“, a Barta napadne, že Homer je hloupý a bezstarostný, jakmile vypije pár piv. Studenti se tak rozhodnou, že Edně do kávy nalijí alkohol, který ukradnou rodičům. Druhý den, jakmile Edna vypije hrnek kávy, se za lstivého povzbuzování dětí velmi opije. Zpívá se studenty hlasitou, nesouvislou verzi písně „This Old Man“ a nakonec sbalí Deweyho Larga a naruší shromáždění při loučení se zahraničními výměnnými studenty. Ředitel Seymour Skinner je nucen ji vyhodit. 
Skinner ji nahradí hipsterem, čerstvým absolventem Tuftsovy univerzity Zacharym Vaughnem. Na studenty Zack okamžitě zapůsobí, protože jim vrátí mobilní telefony a nařídí jim, aby svá elektronická zařízení používali k práci ve třídě; jeho prvním úkolem pro ně je „dvacet minut tweetování“. Bart básní své matce o tom, jaká je se Zackem jako učitelem legrace, ale Marge se obává o Ednino zdraví a Líza pochybuje o Zackových schopnostech učit. Bart jde navštívit Ednu a je zasažen pocitem viny, když ji vidí truchlit před televizí. Bart a Milhouse se sejdou v knihkupectví a rozhodnou se Ednu znovu zaměstnat. Koupí jí svépomocnou knihu s názvem Odpověď, která tvrdí, že obsahuje všechny odpovědi, které někomu pomohou dosáhnout jeho snů. Edna je zpočátku skeptická, ale prozradí, že jejím snem je otevřít si obchod s muffiny. Pomocí knihy si úspěšně otevře cukrárnu, jež přiláká několik obyvatel Springfieldu včetně Neda Flanderse. Když se Edně však Bart přizná, že to byl on, koho napadlo do kávy nalít alkohol, a je tedy zodpovědný za její vyhazov, rozzuří se a řekne mu, že jejím skutečným snem bylo stát se učitelkou, a nyní čelí velké konkurenci dalších nově otevřených obchodů s muffiny. Edna Odpověď zničí a prohlásí, že Bart je jediné dítě, které kdy potkala a které je „uvnitř špatné“. 
Bart, hluboce znepokojený Edniným prohlášením, se pozdě v noci vplíží do školy, aby Zackovi „vylepšil“ energetický nápoj Blue Bronco a získal zpět Edninu starou práci, ale místo toho se rozhodne říct Skinnerovi pravdu a čelit trestu. Skinner je rád, že byl Bart upřímný, a souhlasí, že ho potrestá. Skinner nicméně uvede, že nemůže jen tak znovu přijmout Ednu, když Zack na její pozici odvádí dobrou práci. Jejich rozhovor náhle naruší bojovně opilý Zack – ten si ironicky tajně míchá vodku do pití a vysmívá se školákům, že nemají žádnou budoucnost, protože jejich vzdělání jim nepomůže dosáhnout v životě skutečných věcí. Školník Willie odtáhne Zacka pryč a Edna je znovu přijata do školy. Bart doufá, že mezi ním a Ednou nevzniknou žádné křivdy. Ta reaguje tím, že v rámci své „muffinové pomsty“ donutí každého žáka ve třídě sníst prošlý muffin, a s úsměvem se dívá z okna na historické postavy z Odpovědi, které souhlasně přikyvují, což naznačuje, že učení svépomocné knihy přece jen plně přijala.

## Produkce
Scénář epizody napsal Matt Selman a režíroval ji Mark Kirkland. Selman na Twitteru uvedl, že anglický název dílu byl všeobecně a mylně považován za jednoduchou slovní hříčku, kde „Z“ odkazovalo na to, že Bartův nový učitel se jmenuje Zachary. Ve skutečnosti byl název vymyšlen během raného scénáře, kde Zachův kolaps začal tím, že všem studentům dával „Z“ za jejich známky, protože byl ohromně opilý, a i poté, co bylo rozhodnuto Zachův kolaps prezentovat jinak, se všem název líbil a stejně ho ponechali.

## Kulturní odkazy
Román, jejž Bart čte a který se jmenuje Odpověď, je parodií na film a knihu Tajemství. Obchod paní Krabappelové se jmenuje Edna's Edibles, což je odkaz na obchod, který vlastnila paní Garrettová v seriálu The Facts of Life.

## Přijetí
V původním vysílání epizodu sledovalo odhadem 9,32 milionu diváků a její rating podle agentury Nielsen byl 5,1/8.
Robert Canning z IGN udělil dílu známku 6,9/10 a uvedl, že epizoda „nebyla ani vtipná, ani neuvěřitelně hrozná. Je to střední proud, ale má toho dost na to, aby si fanoušek epizodu užil.“
Emily VanDerWerffová z The A.V. Clubu udělila dílu známku C+ a uvedla: „Líbily se mi části s Krabappelovou a Bartem, ale všechno ostatní bylo dost špatné.“.